# Maggie Steed
Maggie Steed, född Margaret Baker 1 december 1946 i Plymouth, Devon är en brittisk komiker och skådespelerska.

## Rollista i urval
- 1982–1984 – Hemma värst (TV-serie)
- 1987 – Mardrömmen
- 1990 – Falskt spel
- 1991 – Lovejoy (TV-serie)
- 1992 – Red Dwarf (TV-serie)
- 1993 – Lipstick on Your Collar (TV-serie)
- 1997 – Kommissarie Morse (TV-serie)
- 1998–2004 – French & Saunders (TV-serie)
- 2000, 2008, 2013 – Morden i Midsomer (TV-serie)
- 2006 – Kärlekens slöja
- 2008 – Jämna plågor (TV-serie)
- 2009 – The Imaginarium of Doctor Parnassus
- 2009 – Från Lark Rise till Candleford (TV-serie)
- 2012 – Stella (TV-serie)
- 2016 – Florence Foster Jenkins
- 2017 – Paddington 2
- 2019 – Fisherman's Friends
- 2022 – Ten Percent (TV-serie)
- 2024 – Rivals (TV-serie)